# Super Bowl

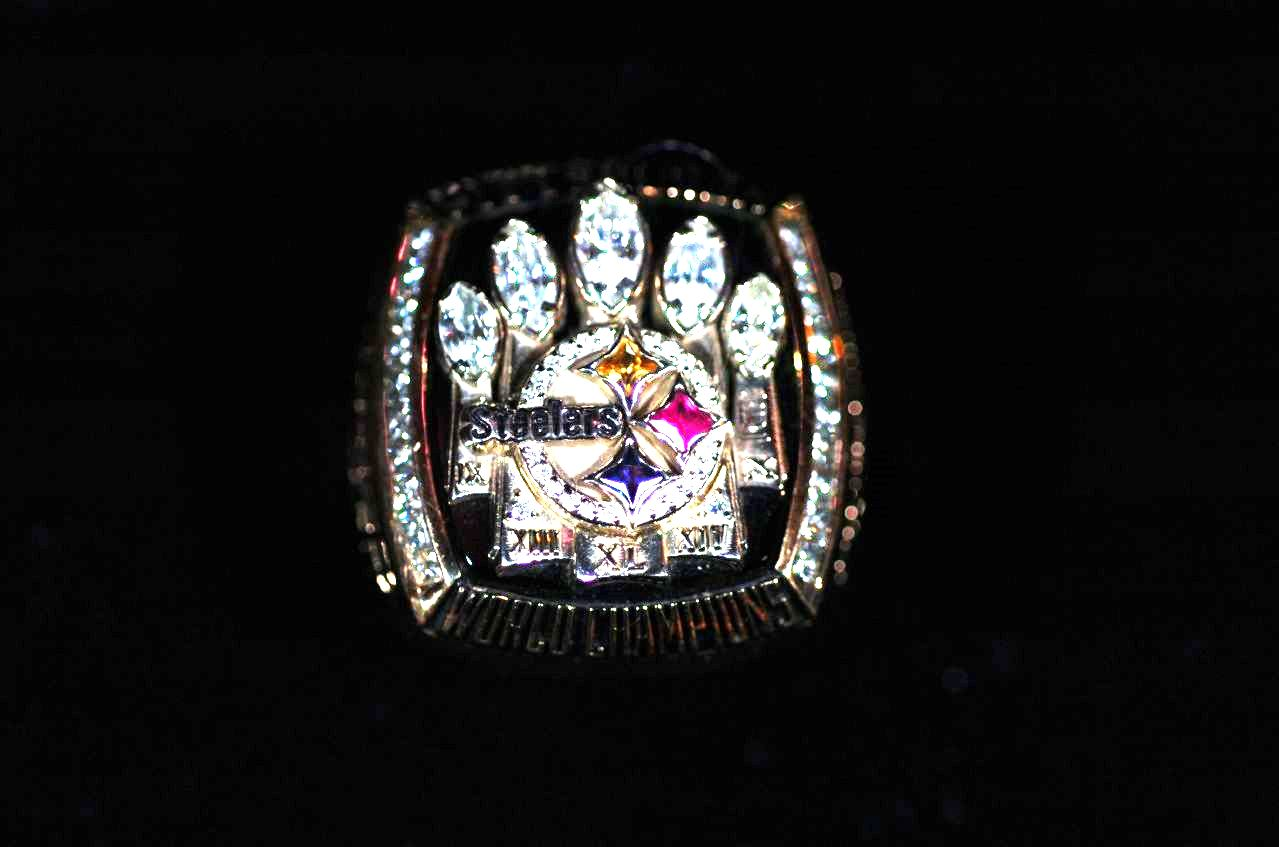
Anel de campeão dos Steelers do Super Bowl XL.

O Super Bowl é o jogo anual do campeonato da National Football League (NFL), a principal liga de futebol americano dos Estados Unidos, que decide o campeão da temporada regular. De fato, tem servido como o jogo final de cada temporada da NFL desde 1966, substituindo o NFL Championship Game. Desde 2022, a partida tem sido disputado no segundo domingo de fevereiro. Os Super Bowls anteriores foram disputados aos domingos, em alguma data na primeira metade de janeiro de 1967 a 1978, no final de janeiro de 1979 a 2003 e no primeiro domingo de fevereiro de 2004 a 2021. A equipe vencedora recebe o Troféu Vince Lombardi, nomeado em homenagem ao técnico Lombardi que venceu os dois primeiros Super Bowls. Como a NFL restringe o uso de sua marca registrada "Super Bowl", a partida é normalmente referida como o "grande jogo" ou outros termos genéricos por empresas que não são patrocinadoras. Frequentemente, o dia em que o jogo é disputado é chamado de "Domingo do Super Bowl" ou simplesmente "Super Domingo".
O jogo foi criado como parte de um acordo de fusão, em 1966, entre a NFL e a sua concorrente American Football League (AFL) para que seus "melhores" times competissem por um campeonato. Originalmente foi chamado de AFL–NFL World Championship Game até que o nome "Super Bowl" foi adotado na edição III, em 1969. Os quatro primeiros Super Bowls, de 1967 a 1970, foram disputados antes da fusão, com a NFL e a AFL ganhando dois cada. Após a fusão em 1970, os dez times da AFL e três dos times da NFL formaram a American Football Conference (AFC, ou "Conferência Americana"), enquanto os treze times restantes da NFL formaram a National Football Conference (NFC, ou "Conferência Nacional"). Todos os jogos desde o Super Bowl V de 1971 foram disputados entre o melhor time de cada uma das duas conferências, com vinte e sete títulos para cada lado.

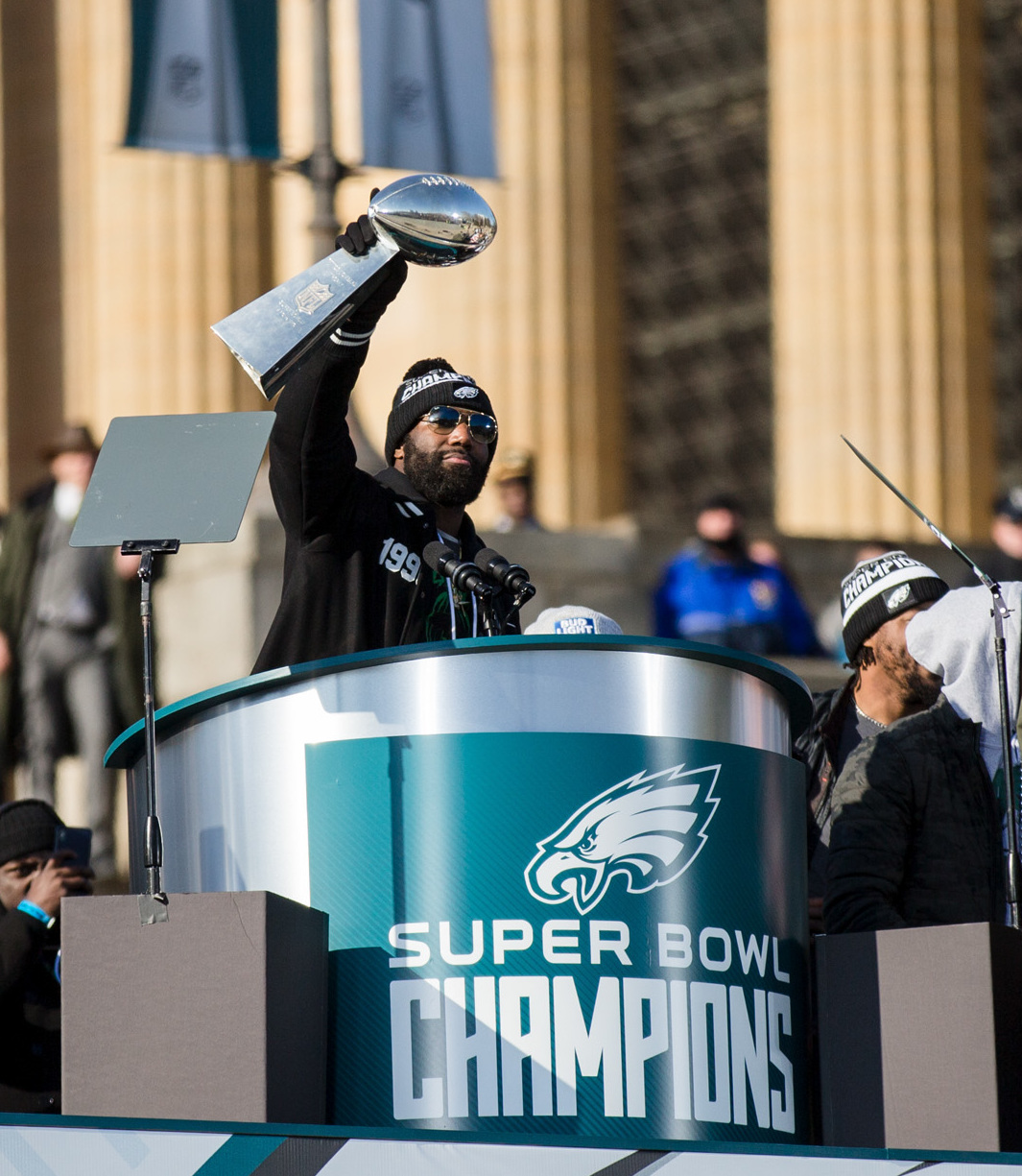
Jogador Philadelphia Eagles erguendo o Vince Lombardi Trophy após a conquista do Super Bowl LII.

Entre os atuais trinta e dois times da NFL, cerca de vinte (onze da NFC e nove da AFC) ganharam um Super Bowl e dezesseis (oito da AFC e oito da NFC) têm múltiplos títulos. O Pittsburgh Steelers e o New England Patriots (ambos da AFC) têm o maior número de títulos na era do Super Bowl, com seis cada um. Os Patriots também têm o maior número de aparições no Super Bowl, com onze. Entre as franquias da NFC, o Dallas Cowboys e o San Francisco 49ers estão empatados tanto no número de títulos (cinco cada) quanto no número de aparições (oito cada). Os Patriots e o Denver Broncos, da AFC, detêm o recorde de mais derrotas no Super Bowl, com cinco cada. O Baltimore Ravens, da AFC, e o Tampa Bay Buccaneers, da NFC, são as únicas franquias a permanecerem invictas em múltiplos Super Bowls, tendo cada um ganho dois títulos. Dos doze times que ainda não ganharam um Super Bowl, o Cleveland Browns, o Houston Texans e o Jacksonville Jaguars, todos da AFC, e o Detroit Lions, da NFC, são os únicos quatro que ainda não apareceram no jogo.
O Super Bowl está entre os eventos esportivos únicos mais assistidos do mundo e frequentemente atrai a maior audiência entre todas as transmissões americanas durante o ano. Ele só fica atrás da final da Liga dos Campeões da UEFA como o evento esportivo anual de clubes mais assistido no mundo e as sete transmissões mais assistidas na história da televisão dos Estados Unidos são Super Bowls. 
O tempo comercial durante a transmissão do Super Bowl é o mais caro do ano devido à alta audiência, levando as empresas a desenvolverem regularmente seus comerciais mais caros para a transmissão e a visualização comercial tornando-se uma parte integral do evento. O Super Bowl também é o segundo maior evento em consumo de alimentos nos Estados Unidos, atrás apenas do jantar de Ação de Graças.

## História

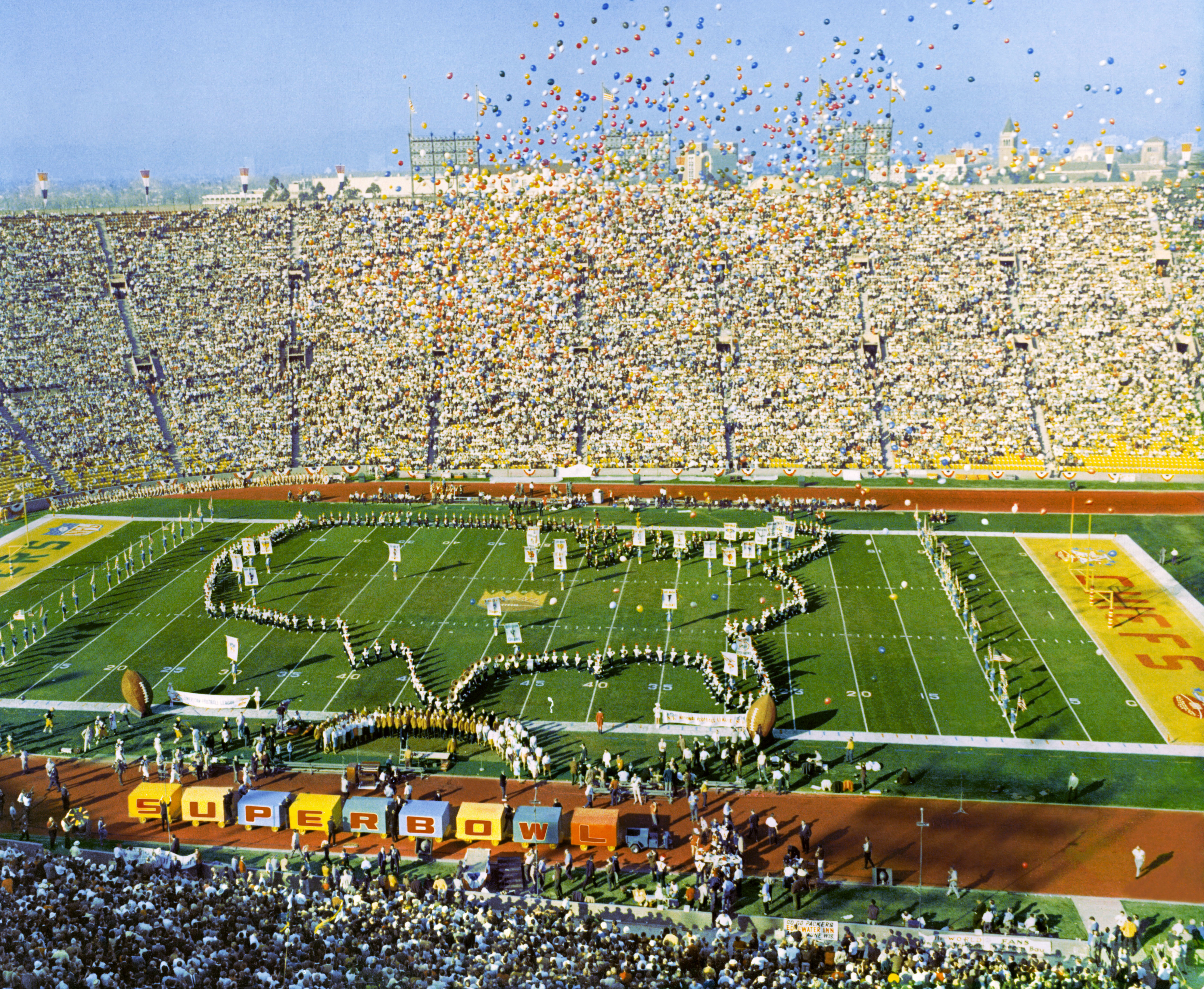
O primeiro Super Bowl, disputado em 15 de janeiro de 1967 no Los Angeles Coliseum, vencido pelo Green Bay Packers.

Desde o início do século XX, equipes de futebol americano universitário de todo os Estados Unidos têm agendado "jogos de bowl" entre si. O jogo original de "bowl" foi o Rose Bowl Game em Pasadena, Califórnia, que foi jogado pela primeira vez em 1902 como o "Tournament East-West football game" como parte do Torneio das Rosas de Pasadena. Em 1923, o jogo Tournament East-West football game mudou-se para o novo Rose Bowl Stadium; o estádio recebeu seu nome pelo fato de que o jogo jogado lá era parte do Torneio das Rosas e que tinha a forma de uma tigela ("bowl", em inglês), assim como o Yale Bowl em New Haven, Connecticut. O jogo de futebol americano do Torneio das Rosas posteriormente passou a ser conhecido como Rose Bowl Game. Aproveitando a popularidade do Rose Bowl, foram criadas disputas de futebol americano universitário pós-temporada para Miami (o Orange Bowl), Nova Orleans (o Sugar Bowl) e El Paso (o Sun Bowl) em 1935 e para Dallas (o Cotton Bowl) em 1937. Na época em que o primeiro Super Bowl foi jogado, o uso do termo "bowl" para qualquer grande jogo de futebol americano estava bem estabelecido.
Por quatro décadas após sua criação em 1920, a NFL conseguiu repelir com sucesso várias ligas rivais, constituindo um efetivo monopólio do futebol americano profissional nos Estados Unidos. Em 1960, ela encontrou seu concorrente mais sério quando a American Football League (AFL) foi formada. A AFL competiu com a NFL por jogadores e fãs. Após a temporada inaugural da AFL, o seu comissário, Joe Foss, enviou um convite para a NFL em 14 de janeiro de 1961, para agendar um jogo de "World Playoff" entre os campeões das duas ligas, começando com a próxima temporada de 1961. O primeiro jogo do World Playoff, se realmente jogado, teria colocado o campeão da AFL Houston Oilers contra o campeão da NFL Green Bay Packers. No entanto, levou mais meia dúzia de temporadas para que essa ideia se tornasse realidade. Nesse meio tempo, a constante disputa por jogadores e outras questões estratégicas levou ambas as ligas a negociar, em 1966, uma fusão completa, que seria concretizada em 1970. Foi então levada a diante a ideia de uma final unificada, com a liderança de ambas as ligas organizando um "grande jogo" para definir qual era o melhor time de futebol americano dos Estados Unidos e nesta ideia o Super Bowl foi concebido.
No meio da década de 1960, Lamar Hunt, proprietário do Kansas City Chiefs da AFL, usou pela primeira vez o termo "Super Bowl" para se referir ao jogo da decisão do campeonato AFL-NFL nas reuniões de fusão. Hunt posteriormente disse que o nome provavelmente estava em sua cabeça porque seus filhos estavam brincando com um brinquedo chamado Super Ball; um exemplo vintage da bola está em exibição no Pro Football Hall of Fame em Canton, Ohio. Em uma carta de 25 de julho de 1966 para o comissário da NFL, Pete Rozelle, Hunt escreveu: "Eu chamei brincando de 'Super Bowl', que obviamente pode ser melhorado".

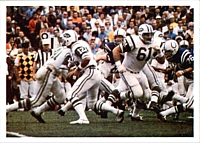
O quarterback Joe Namath liderando o New York Jets a vitória no Super Bowl III. Esta foi a primeira final pós-fusão em que um time que seria da AFC derrotou uma equipe da NFC.

Os proprietários das ligas escolheram o nome "AFL-NFL Championship Game", mas em julho de 1966, o jornal Kansas City Star citou Hunt discutindo "o Super Bowl - esse é o meu termo para o jogo do campeonato entre as duas ligas", e a mídia imediatamente começou a usar o termo. Embora a liga tenha declarado em 1967 que "não muitas pessoas gostaram", pedindo sugestões e considerando alternativas como "Merger Bowl" e "The Game", a Associated Press relatou que "Super Bowl" ganhou popularidade e "cresceu e cresceu e cresceu - até atingir o ponto em que havia Super Week, Super Sunday, Super Teams, Super Players, ad infinitum". O termo "Super Bowl" se tornou oficial a partir do terceiro jogo anual, com a NFL o utilizando em produtos e merchandising.
Algarismos romanos são usados oficialmente para identificar cada Super Bowl, em vez do ano em que o evento é realizado, desde a quinta edição, em janeiro de 1971. A única exceção a essa tradição de nomenclatura ocorreu com o Super Bowl 50, que foi disputado em 7 de fevereiro de 2016, após a temporada regular de 2015. No ano seguinte, a nomenclatura voltou aos números romanos para o Super Bowl LI, após a temporada regular de 2016.
Após o Green Bay Packers da NFL ganhar os dois primeiros Super Bowls, alguns proprietários de equipes temiam pelo futuro da fusão. Na época, muitos duvidavam da competitividade das equipes da AFL em comparação com suas contrapartes da NFL, embora essa percepção tenha mudado quando o New York Jets da AFL derrotou os favoritos Colts da NFL no Super Bowl III em Miami. Um ano depois, o Kansas City Chiefs da AFL derrotou os Minnesota Vikings da NFL por 23 a 7 no Super Bowl IV em Nova Orleans, que foi o último jogo do Campeonato da AFL-NFL jogado antes da fusão. A partir da temporada de 1970, a NFL foi realinhada em duas conferências; as antigas equipes da AFL mais três equipes da NFL (os Baltimore Colts, Pittsburgh Steelers e Cleveland Browns) constituíram a American Football Conference (AFC), enquanto os clubes restantes da NFL formaram a National Football Conference (NFC). Os campeões das duas conferências jogariam entre si no Super Bowl.
A equipe vencedora do Super Bowl recebe o Troféu Vince Lombardi, nomeado em homenagem ao ex-treinador do Green Bay Packers, que venceu os dois primeiros jogos do Super Bowl, além de cinco campeonatos da NFL anteriores à fusão em 1961, 1962, 1965, 1966 e 1967. Após a morte de Lombardi em setembro de 1970, o troféu foi nomeado em sua homenagem. O primeiro troféu concedido sob o novo nome foi apresentado aos Baltimore Colts após a vitória no Super Bowl V em Miami.
O Super Bowl é, desde sua primeira edição em 1967, o evento esportivo anual mais assistido nos Estados Unidos. Em termos de campeonatos nacionais entre clubes, a NFL só perde para a final da UEFA em audiência global.

## Segurança
A história da segurança no Super Bowl reflete uma progressão de medidas básicas para protocolos sofisticados em resposta à evolução das ameaças. Incidentes importantes como os ataques de 11 de Setembro levaram a uma maior segurança, conduzindo a procedimentos de triagem rigorosos, à implantação de tecnologia avançada e à coordenação entre as agências responsáveis pela aplicação da lei. A adaptação e a inovação contínuas continuam a ser fundamentais para enfrentar as ameaças emergentes e garantir a segurança de todos os envolvidos no evento.

## Intervalo do Super Bowl

### Espetáculo

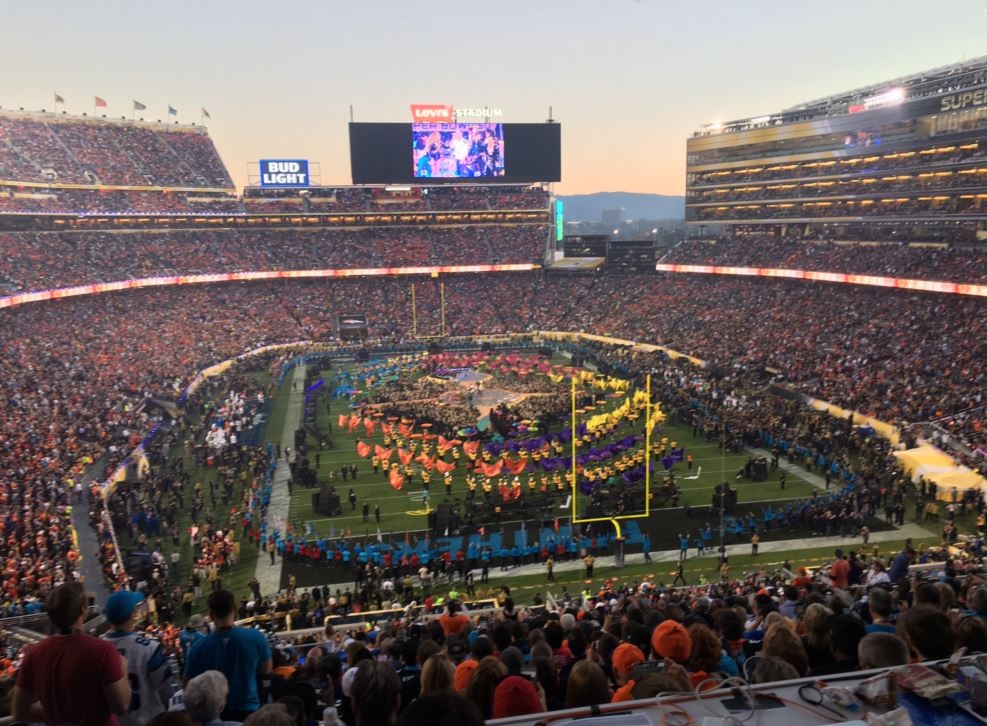
Show do intervalo do Super Bowl 50, que contou com a participação de Coldplay, Beyoncé e Bruno Mars.

O show do intervalo do Super Bowl evoluiu significativamente desde sua criação em 1967. Inicialmente, apresentava bandas marciais, equipes de treinamento físico e artistas locais da região onde o jogo era disputado. Logo nas primeiras décadas, o Super Bowl conseguiu grande audiência mas o intervalo não conseguia reter o público. De 1990 a 1995, a Walt Disney Company produziu o show do intervalo, incorporando performances temáticas da Disney. No final dos anos 1990 e início dos anos 2000, atos pop mainstream começaram a se apresentar, incluindo Michael Jackson, Diana Ross e NSYNC com Britney Spears e Aerosmith, recuperando significativamente o interesse do público. O show teve uma virada controversa em 2004 com o incidente de Janet Jackson e Justin Timberlake, levando a um aumento na fiscalização e censura. Apesar disso, apresentações de artistas como Prince e The Who continuaram a entreter. A partir da década de 2010, a NFL buscou aumentar o apelo midiático global do Super Bowl, trazendo novamente grandes estrelas mundiais. Houve então um retorno aos shows de música pop, com artistas como Beyoncé, Bruno Mars, Katy Perry, Lady Gaga e Rihanna recebendo elogios por seus shows enérgicos e elaborados. No geral, o show do intervalo passou de um simples entretenimento para um espetáculo globalmente aguardado, refletindo as mudanças nas tendências culturais.

### Comerciais
A importância dos comerciais do Super Bowl durante o intervalo evoluiu significativamente ao longo do tempo. Inicialmente, esses comerciais eram apenas mais uma parte da programação de publicidade durante o jogo. No entanto, à medida que o Super Bowl cresceu em popularidade e audiência, os anunciantes começaram a reconhecer a imensa oportunidade de alcançar uma audiência maciça e engajada.
Nos primeiros anos, os comerciais veiculados durante o show do intervalo do Super Bowl eram semelhantes aos mostrados durante a programação regular, embora com um valor de produção ligeiramente mais alto para combinar com o prestígio do evento. Conforme o Super Bowl se tornava um fenômeno cultural, os anunciantes começaram a investir mais pesadamente na criação de comerciais memoráveis e chamativos especificamente para essa ocasião. O ponto de virada ocorreu nas décadas de 1980 e 1990, quando comerciais icônicos como o "1984" da Apple (que introduziu o Macintosh) e o comercial "Mean Joe Greene" da Coca-Cola capturaram a imaginação dos espectadores e receberam ampla atenção midiática e aclamação. Esses comerciais demonstraram o potencial para os anunciantes causarem um impacto duradouro e até mesmo se tornarem um tema de conversa além do próprio jogo. Conforme o show do intervalo do Super Bowl evoluía para um espetáculo altamente antecipado, com grandes atos musicais, os anunciantes viram uma oportunidade de capitalizar ainda mais a enorme audiência. Eles começaram a investir quantias recordes de dinheiro para garantir espaços cobiçados durante os intervalos comerciais, muitas vezes criando comerciais elaborados e estrelados, projetados para se destacarem no cenário publicitário lotado.
O surgimento das mídias sociais e plataformas digitais no século XXI amplificou ainda mais a importância dos comerciais do Super Bowl. Os anunciantes perceberam que um comercial bem recebido poderia gerar grande repercussão online, estendendo seu alcance muito além da transmissão inicial e potencialmente levando a um aumento na visibilidade e vendas da marca. Atualmente, os comerciais do Super Bowl se tornaram tanto parte da conversa cultural em torno do jogo quanto a ação em campo. Os anunciantes continuam competindo por atenção e aclamação, muitas vezes revelando comerciais altamente antecipados semanas ou até meses antes do grande jogo, solidificando ainda mais o status do Super Bowl como um grande palco da publicidade.

## Cronologia

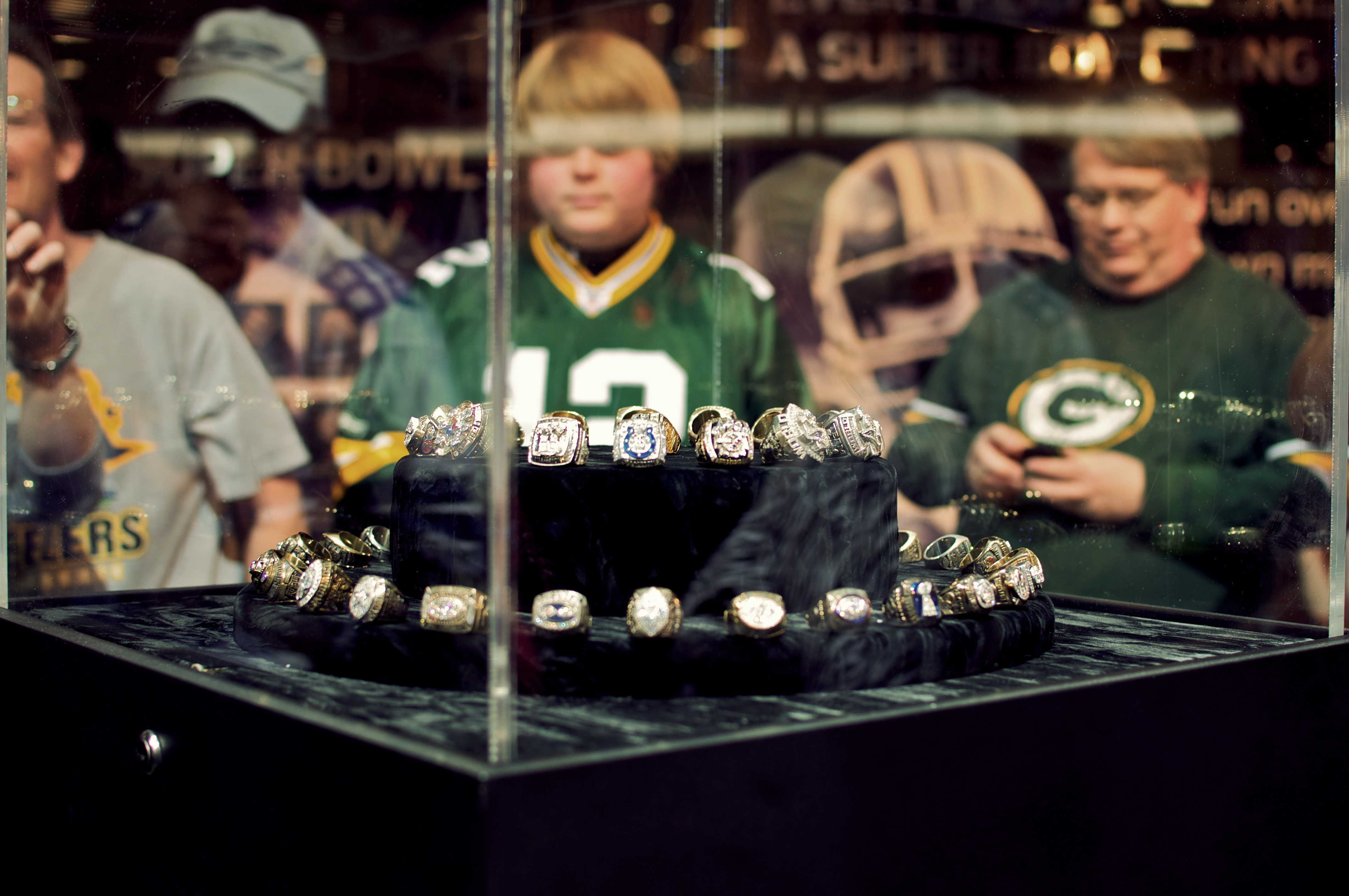
Os aneis de campeão do Super Bowl.

| SB      | Data            | Campeão              | Resultado | Vice-campeão         | Estádio                       | Local                        | Público |
| ------- | --------------- | -------------------- | --------- | -------------------- | ----------------------------- | ---------------------------- | ------- |
| I       | 15 Jan. de 1967 | Green Bay Packers    | 35-10     | Kansas City Chiefs   | Los Angeles Memorial Coliseum | Los Angeles, Califórnia      | 61 946  |
| II      | 14 Jan. de 1968 | Green Bay Packers    | 33-14     | Oakland Raiders      | Miami Orange Bowl             | Miami, Flórida               | 75 546  |
| III     | 12 Jan. de 1969 | New York Jets        | 16-7      | Baltimore Colts      | Miami Orange Bowl             | Miami, Flórida               | 75 389  |
| IV      | 11 Jan. de 1970 | Kansas City Chiefs   | 23-7      | Minnesota Vikings    | Tulane Stadium                | Nova Orleães, Louisiana      | 80 562  |
| V       | 17 Jan. de 1971 | Baltimore Colts      | 16-13     | Dallas Cowboys       | Miami Orange Bowl             | Miami, Flórida               | 79 204  |
| VI      | 16 Jan. de 1972 | Dallas Cowboys       | 24-3      | Miami Dolphins       | Tulane Stadium                | Nova Orleães, Louisiana      | 81 023  |
| VII     | 14 Jan. de 1973 | Miami Dolphins       | 14-7      | Washington Redskins  | Los Angeles Memorial Coliseum | Los Angeles, Califórnia      | 90 182  |
| VIII    | 13 Jan. de 1974 | Miami Dolphins       | 24-7      | Minnesota Vikings    | Rice Stadium                  | Houston, Texas               | 71 882  |
| IX      | 12 Jan. de 1975 | Pittsburgh Steelers  | 16-6      | Minnesota Vikings    | Tulane Stadium                | Nova Orleães, Louisiana      | 80 997  |
| X       | 18 Jan. de 1976 | Pittsburgh Steelers  | 21-17     | Dallas Cowboys       | Miami Orange Bowl             | Miami, Flórida               | 80 187  |
| XI      | 9 Jan. de 1977  | Oakland Raiders      | 32-14     | Minnesota Vikings    | Rose Bowl                     | Pasadena, Califórnia         | 103 438 |
| XII     | 15 Jan. de 1978 | Dallas Cowboys       | 27-10     | Denver Broncos       | Louisiana Superdome           | Nova Orleães, Louisiana      | 76 400  |
| XIII    | 21 Jan. de 1979 | Pittsburgh Steelers  | 35-31     | Dallas Cowboys       | Miami Orange Bowl             | Miami, Flórida               | 79 484  |
| XIV     | 20 Jan. de 1980 | Pittsburgh Steelers  | 31-19     | Los Angeles Rams     | Rose Bowl                     | Pasadena, Califórnia         | 103 985 |
| XV      | 25 Jan. de 1981 | Oakland Raiders      | 27-10     | Philadelphia Eagles  | Louisiana Superdome           | Nova Orleães, Louisiana      | 76 135  |
| XVI     | 24 Jan. de 1982 | San Francisco 49ers  | 26-21     | Cincinnati Bengals   | Pontiac Silverdome            | Pontiac, Michigan            | 81 270  |
| XVII    | 30 Jan. de 1983 | Washington Redskins  | 27-17     | Miami Dolphins       | Rose Bowl                     | Pasadena, Califórnia         | 103 667 |
| XVIII   | 22 Jan. de 1984 | Los Angeles Raiders  | 38-9      | Washington Redskins  | Tampa Stadium                 | Tampa, Flórida               | 72 920  |
| XIX     | 20 Jan. de 1985 | San Francisco 49ers  | 38-16     | Miami Dolphins       | Stanford Stadium              | Stanford, Califórnia         | 84 059  |
| XX      | 26 Jan. de 1986 | Chicago Bears        | 46-10     | New England Patriots | Louisiana Superdome           | Nova Orleães, Louisiana      | 73 818  |
| XXI     | 26 Jan. de 1987 | New York Giants      | 39-20     | Denver Broncos       | Rose Bowl                     | Pasadena, Califórnia         | 101 063 |
| XXII    | 31 Jan. de 1988 | Washington Redskins  | 42-10     | Denver Broncos       | Jack Murphy Stadium           | San Diego, Califórnia        | 72 302  |
| XXIII   | 22 Jan. de 1989 | San Francisco 49ers  | 20-16     | Cincinnati Bengals   | Joe Robbie Stadium            | Miami, Flórida               | 75 129  |
| XXIV    | 28 Jan. de 1990 | San Francisco 49ers  | 55-10     | Denver Broncos       | Louisiana Superdome           | Nova Orleães, Louisiana      | 72 919  |
| XXV     | 27 Jan. de 1991 | New York Giants      | 20-19     | Buffalo Bills        | Tampa Stadium                 | Tampa, Flórida               | 73 813  |
| XXVI    | 26 Jan. de 1992 | Washington Redskins  | 37-24     | Buffalo Bills        | Hubert H. Humphrey Metrodome  | Minneapolis, Minnesota       | 63 130  |
| XXVII   | 31 Jan. de 1993 | Dallas Cowboys       | 52-17     | Buffalo Bills        | Rose Bowl                     | Pasadena, Califórnia         | 98 374  |
| XXVIII  | 30 Jan. de 1994 | Dallas Cowboys       | 30-13     | Buffalo Bills        | Georgia Dome                  | Atlanta, Geórgia             | 72 817  |
| XXIX    | 29 Jan. de 1995 | San Francisco 49ers  | 49-26     | San Diego Chargers   | Joe Robbie Stadium            | Miami, Flórida               | 74 107  |
| XXX     | 28 Jan. de 1996 | Dallas Cowboys       | 27-17     | Pittsburgh Steelers  | Sun Devil Stadium             | Tempe, Arizona               | 76 347  |
| XXXI    | 26 Jan. de 1997 | Green Bay Packers    | 35-21     | New England Patriots | Louisiana Superdome           | Nova Orleães, Louisiana      | 72 301  |
| XXXII   | 25 Jan. de 1998 | Denver Broncos       | 31-24     | Green Bay Packers    | Qualcomm Stadium              | San Diego, Califórnia        | 68 912  |
| XXXIII  | 31 Jan. de 1999 | Denver Broncos       | 34-19     | Atlanta Falcons      | Pro Player Stadium            | Miami, Flórida               | 74 803  |
| XXXIV   | 30 Jan. de 2000 | St. Louis Rams       | 23-16     | Tennessee Titans     | Georgia Dome                  | Atlanta, Geórgia             | 72 625  |
| XXXV    | 28 Jan. de 2001 | Baltimore Ravens     | 34-7      | New York Giants      | Raymond James Stadium         | Tampa, Flórida               | 71 921  |
| XXXVI   | 3 Fev. de 2002  | New England Patriots | 20-17     | St. Louis Rams       | Louisiana Superdome           | Nova Orleães, Louisiana      | 72 922  |
| XXXVII  | 26 Jan. de 2003 | Tampa Bay Buccaneers | 48-21     | Oakland Raiders      | Qualcomm Stadium              | San Diego, Califórnia        | 67 603  |
| XXXVIII | 1 Fev. de 2004  | New England Patriots | 32-29     | Carolina Panthers    | Reliant Stadium               | Houston, Texas               | 71 525  |
| XXXIX   | 6 Fev. de 2005  | New England Patriots | 24-21     | Philadelphia Eagles  | ALLTEL Stadium                | Jacksonville, Flórida        | 78 125  |
| XL      | 5 Fev. de 2006  | Pittsburgh Steelers  | 21-10     | Seattle Seahawks     | Ford Field                    | Detroit, Michigan            | 68 206  |
| XLI     | 4 Fev. de 2007  | Indianapolis Colts   | 29-17     | Chicago Bears        | Land Shark Stadium            | Miami, Flórida               | 74 512  |
| XLII    | 3 Fev. de 2008  | New York Giants      | 17-14     | New England Patriots | University of Phoenix Stadium | Glendale, Arizona            | 71 101  |
| XLIII   | 1 Fev. de 2009  | Pittsburgh Steelers  | 27-23     | Arizona Cardinals    | Raymond James Stadium         | Tampa, Flórida               | 70 774  |
| XLIV    | 7 Fev. de 2010  | New Orleans Saints   | 31-17     | Indianapolis Colts   | Sun Life Stadium              | Miami, Flórida               | 74 059  |
| XLV     | 6 Fev. de 2011  | Green Bay Packers    | 31-25     | Pittsburgh Steelers  | Cowboys Stadium               | Arlington, Texas             | 103 219 |
| XLVI    | 5 Fev. de 2012  | New York Giants      | 21-17     | New England Patriots | Lucas Oil Stadium             | Indianápolis, Indiana        | 68 658  |
| XLVII   | 3 Fev. de 2013  | Baltimore Ravens     | 34-31     | San Francisco 49ers  | Mercedes-Benz Superdome       | Nova Orleães, Louisiana      | 71 024  |
| XLVIII  | 2 Fev. de 2014  | Seattle Seahawks     | 43-8      | Denver Broncos       | MetLife Stadium               | East Rutherford, Nova Jérsei | 82 529  |
| XLIX    | 1 Fev. de 2015  | New England Patriots | 28-24     | Seattle Seahawks     | University of Phoenix Stadium | Glendale, Arizona            | 70 288  |
| 50      | 8 Fev. de 2016  | Denver Broncos       | 24-10     | Carolina Panthers    | Levi's Stadium                | Santa Clara, Califórnia      | 71 088  |
| LI      | 5 Fev. de 2017  | New England Patriots | 34-28     | Atlanta Falcons      | NRG Stadium                   | Houston, Texas               | 70 807  |
| LII     | 4 Fev. de 2018  | Philadelphia Eagles  | 41-33     | New England Patriots | U.S. Bank Stadium             | Minneapolis, Minnesota       | 67 612  |
| LIII    | 3 Fev. de 2019  | New England Patriots | 13-3      | Los Angeles Rams     | Mercedes-Benz Stadium         | Atlanta, Geórgia             | 70 081  |
| LIV     | 2 Fev. de 2020  | Kansas City Chiefs   | 31-20     | San Francisco 49ers  | Hard Rock Stadium             | Miami, Flórida               | 62 417  |
| LV      | 7 Fev. de 2021  | Tampa Bay Buccaneers | 31-9      | Kansas City Chiefs   | Raymond James Stadium         | Tampa, Flórida               | 24 835  |
| LVI     | 13 Fev. de 2022 | Los Angeles Rams     | 23-20     | Cincinnati Bengals   | SoFi Stadium                  | Inglewood, Califórnia        | 70 048  |
| LVII    | 12 Fev. de 2023 | Kansas City Chiefs   | 38-35     | Philadelphia Eagles  | State Farm Stadium            | Glendale, Arizona            | 67 827  |
| LVIII   | 11 Fev. de 2024 | Kansas City Chiefs   | 25-22     | San Francisco 49ers  | Allegiant Stadium             | Paradise, Nevada             | 61 629  |
| LIX     | 9 Fev. de 2025  | Philadelphia Eagles  | 40-22     | Kansas City Chiefs   | Caesars Superdome             | Nova Orleães, Luisiana       | 65 719  |

## Títulos por franquia
| Títulos | Time                                  | Anos                               |
| ------- | ------------------------------------- | ---------------------------------- |
| 6       | Pittsburgh Steelers                   | 1975, 1976, 1979, 1980, 2006, 2009 |
| 6       | New England Patriots                  | 2002, 2004, 2005, 2015, 2017, 2019 |
| 5       | San Francisco 49ers                   | 1982, 1985, 1989, 1990, 1995       |
| 5       | Dallas Cowboys                        | 1972, 1978, 1993, 1994, 1996       |
| 4       | Green Bay Packers                     | 1967, 1968, 1997, 2011             |
| 4       | New York Giants                       | 1987, 1991, 2008, 2012             |
| 4       | Kansas City Chiefs                    | 1970, 2020, 2023, 2024             |
| 3       | Los Angeles/Oakland/Las Vegas Raiders | 1977, 1981, 1984                   |
| 3       | Washington Redskins/Commanders        | 1983, 1988, 1992                   |
| 3       | Denver Broncos                        | 1998, 1999, 2016                   |
| 2       | Miami Dolphins                        | 1973, 1974                         |
| 2       | Baltimore/Indianapolis Colts          | 1971, 2007                         |
| 2       | Baltimore Ravens                      | 2001, 2013                         |
| 2       | Tampa Bay Buccaneers                  | 2003, 2021                         |
| 2       | St. Louis/Los Angeles Rams            | 2000, 2022                         |
| 2       | Philadelphia Eagles                   | 2018, 2025                         |
| 1       | New York Jets                         | 1969                               |
| 1       | Chicago Bears                         | 1986                               |
| 1       | New Orleans Saints                    | 2010                               |
| 1       | Seattle Seahawks                      | 2014                               |

## Super Bowl na TV
| Rede de TV | Número de transmissões | Anos de transmissão | Próximas transmissões |
| ---------- | ---------------------- | --- | --------------------- |
| ABC        | 7 (9)                  | 1985, 1988, 1991, 1995, 2000, 2003, 2006                                                                                           | 2027, 2031            |
| CBS        | 22 (24)                | 1967, 1968, 1970, 1972, 1974, 1976, 1978, 1980, 1982, 1984, 1987, 1990, 1992, 2001, 2004, 2007, 2010, 2013, 2016, 2019, 2021, 2024 | 2028, 2032            |
| FOX        | 10 (13)                | 1997, 1999, 2002, 2005, 2008, 2011, 2014, 2017, 2020, 2023, 2025                                                                   | 2029, 2033            |
| NBC        | 20 (23)                | 1967, 1969, 1971, 1973, 1975, 1977, 1979, 1981, 1983, 1986, 1989, 1993, 1994, 1996, 1998, 2009, 2012, 2015, 2018, 2022             | 2026, 2030, 2034      |

O primeiro Super Bowl foi transmitido simultaneamente pelos canais CBS e NBC, com cada rede usando as mesmas imagens mas providenciando seus próprios comentaristas. Super Bowls I–VI não foram transmitidos pelos canais de televisão das cidades que sediaram as finais, devido as restrições da liga a esses lugares.

## Outros dados
O Super Bowl passou a ser transmitido pela primeira vez em 1967, através dos canais NBC e CBS para todos os Estados Unidos, com isto, o fator audiência trouxe ao futebol americano a influência da publicidade e do marketing, transformando o esporte no maior centro da comunicação mercadológica mundial, onde o custo de um comercial de 30 segundos chegou a sete milhões de dólares no Super Bowl LVI em 2022.
O Super Bowl é o programa de maior audiência nos Estados Unidos. Com exceção do Super Bowl I, todos os outros jogos são trasmitidos apenas por um canal de televisão, por toda história do evento os canais que transmitiram o Super Bowl foram: ABC, CBS, NBC e Fox.
| SB      | Canal    | Custo de comercial de 30s em dólares | Favorito (*campeão)   | MVP                                  | Árbitro         |
| ------- | -------- | ------------------------------------ | --------------------- | ------------------------------------ | --------------- |
| I       | CBS, NBC | $42 000                              | Green Bay Packers*    | Bart Starr (QB)                      | Norm Schachter  |
| II      | CBS      | $54 000                              | Green Bay Packers*    | Bart Starr (QB)                      | Jack Vest       |
| III     | NBC      | $55 000                              | Baltimore Colts       | Joe Namath (QB)                      | Tom Bell        |
| IV      | CBS      | $78 000                              | Minnesota Vikings     | Len Dawson (QB)                      | John McDonough  |
| V       | NBC      | $72 000                              | Dallas Cowboys        | Chuck Howley (LB)                    | Norm Schachter  |
| VI      | CBS      | $86 000                              | Dallas Cowboys*       | Roger Staubach (QB)                  | Jim Tunney      |
| VII     | NBC      | $88 000                              | Washington Redskins   | Jake Scott (S)                       | Tom Bell        |
| VIII    | CBS      | $103 000                             | Miami Dolphins*       | Larry Csonka (RB)                    | Ben Dreith      |
| IX      | NBC      | $107 000                             | Pittsburgh Steelers*  | Franco Harris (RB)                   | Bernie Ulman    |
| X       | CBS      | $110 000                             | Pittsburgh Steelers*  | Lynn Swann (WR)                      | Norm Schachter  |
| XI      | NBC      | $125 000                             | Oakland Raiders*      | Fred Biletnikoff (WR)                | Jim Tunney      |
| XII     | CBS      | $162 000                             | Dallas Cowboys*       | Randy White (DT), Harvey Martin (DE) | Jim Tunney      |
| XIII    | NBC      | $185 000                             | Pittsburgh Steelers*  | Terry Bradshaw (QB)                  | Pat Haggerty    |
| XIV     | CBS      | $222 000                             | Pittsburgh Steelers*  | Terry Bradshaw (QB)                  | Fred Silva      |
| XV      | NBC      | $324 000                             | Philadelphia Eagles   | Jim Plunkett (QB)                    | Ben Dreith      |
| XVI     | CBS      | $324 000                             | San Francisco 49ers*  | Joe Montana (QB)                     | Pat Haggerty    |
| XVII    | NBC      | $400 000                             | Miami Dolphins        | John Riggins (RB)                    | Jerry Markbreit |
| XVIII   | CBS      | $368 000                             | Washington Redskins   | Marcus Allen (RB)                    | Gene Barth      |
| XIX     | ABC      | $525 000                             | San Francisco 49ers*  | Joe Montana (QB)                     | Pat Haggerty    |
| XX      | NBC      | $550 000                             | Chicago Bears*        | Richard Dent (DE)                    | Red Cashion     |
| XXI     | CBS      | $600 000                             | New York Giants*      | Phil Simms (QB)                      | Jerry Markbreit |
| XXII    | ABC      | $645 000                             | Denver Broncos        | Doug Williams (QB)                   | Bob McElwee     |
| XXIII   | NBC      | $675 000                             | San Francisco 49ers*  | Jerry Rice (WR)                      | Jerry Seeman    |
| XXIV    | CBS      | $700 000                             | San Francisco 49ers*  | Joe Montana (QB)                     | Dick Jorgensen  |
| XXV     | ABC      | $800 000                             | Buffalo Bills         | Ottis Anderson (RB)                  | Jerry Seeman    |
| XXVI    | CBS      | $850 000                             | Washington Redskins*  | Mark Rypien (QB)                     | Jerry Markbreit |
| XXVII   | NBC      | $850 000                             | Dallas Cowboys*       | Troy Aikman (QB)                     | Dick Hantak     |
| XXVIII  | NBC      | $900 000                             | Dallas Cowboys*       | Emmitt Smith (RB)                    | Bob McElwee     |
| XXIX    | ABC      | $1 150 000                           | San Francisco 49ers*  | Steve Young (QB)                     | Jerry Markbreit |
| XXX     | NBC      | $1 085 000                           | Dallas Cowboys*       | Larry Brown (CB)                     | Red Cashion     |
| XXXI    | FOX      | $1 200 000                           | Green Bay Packers*    | Desmond Howard (KR/PR)               | Gerald Austin   |
| XXXII   | NBC      | $1 300 000                           | Green Bay Packers     | Terrell Davis (RB)                   | Ed Hochuli      |
| XXXIII  | FOX      | $1 600 000                           | Denver Broncos*       | John Elway (QB)                      | Bernie Kukar    |
| XXXIV   | ABC      | $1 900 000                           | St. Louis Rams*       | Kurt Warner (QB)                     | Bob McElwee     |
| XXXV    | CBS      | $2 100 000                           | Baltimore Ravens*     | Ray Lewis (LB)                       | Gerald Austin   |
| XXXVI   | FOX      | $1 900 000                           | St. Louis Rams        | Tom Brady (QB)                       | Bernie Kukar    |
| XXXVII  | ABC      | $2 100 000                           | Oakland Raiders       | Dexter Jackson (S)                   | Bill Carollo    |
| XXXVIII | CBS      | $2 200 000                           | New England Patriots* | Tom Brady (QB)                       | Ed Hochuli      |
| XXXIX   | FOX      | $2 400 000                           | New England Patriots* | Deion Branch (WR)                    | Terry McAulay   |
| XL      | ABC      | $2 500 000                           | Pittsburgh Steelers*  | Hines Ward (WR)                      | Bill Leavy      |
| XLI     | CBS      | $2 600 000                           | Indianapolis Colts*   | Peyton Manning (QB)                  | Tony Corrente   |
| XLII    | FOX      | $3 500 000                           | New England Patriots  | Eli Manning (QB)                     | Mike Carey      |
| XLIII   | NBC      | $3 000 000                           | Pittsburgh Steelers*  | Santonio Holmes (WR)                 | Terry McAulay   |
| XLIV    | CBS      | $2 800 000                           | Indianapolis Colts    | Drew Brees (QB)                      | Scott Green     |
| XLV     | FOX      | $3 000 000                           | Green Bay Packers*    | Aaron Rodgers (QB)                   | Walt Anderson   |
| XLVI    | NBC      | $3 500 000                           | New England Patriots  | Eli Manning (QB)                     | John Parry      |
| XLVII   | CBS      | $4 000 000                           | San Francisco 49ers   | Joe Flacco (QB)                      | Jerome Boger    |
| XLVIII  | FOX      | $4 000 000                           | Denver Broncos        | Malcolm Smith (LB)                   | Terry McAulay   |
| XLIX    | NBC      | $4 500 000                           | empatado              | Tom Brady (QB)                       | Bill Vinovich   |
| L       | CBS      | $5 000 000                           | Carolina Panthers     | Von Miller (LB)                      | Clete Blakeman  |
| LI      | FOX      | $5 020 000                           | New England Patriots* | Tom Brady (QB)                       | Carl Cheffers   |
| LII     | NBC      | $7 700 000                           | New England Patriots  | Nick Foles (QB)                      | Gene Steratore  |
| LIII    | CBS      | $5 250 000                           | New England Patriots* | Julian Edelman (WR)                  | John Parry      |
| LIV     | FOX      | $5 600 000                           | Kansas City Chiefs*   | Patrick Mahomes (QB)                 | Bill Vinovich   |
| LV      | CBS      | $5 600 000                           | Kansas City Chiefs    | Tom Brady (QB)                       | Carl Cheffers   |
| LVI     | NBC      | $7 000 000                           | Los Angeles Rams*     | Cooper Kupp (WR)                     | Ronald Torbert  |
| LVII    | FOX      | $7 000 000                           | Philadelphia Eagles   | Patrick Mahomes (QB)                 | Carl Cheffers   |
| LVIII   | CBS      | $7 000 000                           | San Francisco 49ers   | Patrick Mahomes (QB)                 | Bill Vinovich   |
| LIX     | FOX      | $8 000 000                           | Philadelphia Eagles   | Jalen Hurts (QB)                     | Ron Torbert     |

## Estádios que sediaram o Super Bowl
| Nome                          | Região                       | # Nº de vezes que sediou | Anos em que sediou                             |
| ----------------------------- | ---------------------------- | ------------------------ | ---------------------------------------------- |
| Los Angeles Memorial Coliseum | Los Angeles, Califórnia      | 2                        | 1967, 1973                                     |
| Miami Orange Bowl             | Miami, Flórida               | 5                        | 1968, 1969, 1971, 1976, 1979                   |
| Tulane Stadium                | Nova Orleães, Louisiana      | 3                        | 1970, 1972, 1975                               |
| Rice Stadium                  | Houston, Texas               | 1                        | 1974                                           |
| Rose Bowl                     | Pasadena, Califórnia         | 5                        | 1977, 1980, 1983, 1987, 1993                   |
| Mercedes-Benz Superdome       | Nova Orleães, Louisiana      | 8                        | 1978, 1981, 1986, 1990, 1997, 2002, 2013, 2025 |
| Pontiac Silverdome            | Pontiac, Michigan            | 1                        | 1982                                           |
| Tampa Stadium                 | Tampa, Flórida               | 2                        | 1984, 1991                                     |
| Stanford Stadium              | Palo Alto, California        | 1                        | 1985                                           |
| Qualcomm Stadium              | San Diego, California        | 3                        | 1988, 1998, 2003                               |
| Hard Rock Stadium             | Miami Gardens, Flórida       | 6                        | 1989, 1995, 1999, 2007, 2010, 2020             |
| Hubert H. Humphrey Metrodome  | Minneapolis, Minnesota       | 1                        | 1992                                           |
| Georgia Dome                  | Atlanta, Geórgia             | 2                        | 1994, 2000                                     |
| Sun Devil Stadium             | Phoenix-Tempe, Arizona       | 1                        | 1996                                           |
| Raymond James Stadium         | Tampa, Flórida               | 3                        | 2001, 2009, 2021                               |
| Reliant Stadium               | Houston, Texas               | 2                        | 2004, 2017                                     |
| ALLTEL Stadium                | Jacksonville, Florida        | 1                        | 2005                                           |
| Ford Field                    | Detroit, Michigan            | 1                        | 2006                                           |
| University of Phoenix Stadium | Phoenix-Glendale, Arizona    | 3                        | 2008, 2015, 2023                               |
| Cowboys Stadium               | Arlington, Texas             | 1                        | 2011                                           |
| Lucas Oil Stadium             | Indianápolis, Indiana        | 1                        | 2012                                           |
| MetLife Stadium               | East Rutherford, Nova Jérsei | 1                        | 2014                                           |
| Levi's Stadium                | Santa Clara, Califórnia      | 1                        | 2016                                           |
| U.S. Bank Stadium             | Minneapolis, Minnesota       | 1                        | 2018                                           |
| Mercedes-Benz Stadium         | Atlanta, Geórgia             | 1                        | 2019                                           |
| SoFi Stadium                  | Inglewood, Califórnia        | 1                        | 2022                                           |
| Allegiant Stadium             | Paradise, Nevada             | 1                        | 2024                                           |

itálico indica um estádio já demolido.

## Cidades/Regiões que sediaram o Super Bowl
| Nome            | Nº de vezes que sediou | Anos em que sediou                                               |
| --------------- | ---------------------- | ---------------------------------------------------------------- |
| Nova Orleães    | 11                     | 1970, 1972, 1975, 1978, 1981, 1986, 1990, 1997, 2002, 2013, 2025 |
| Miami Gardens   | 6                      | 1989, 1995, 1999, 2007, 2010, 2020                               |
| Miami           | 5                      | 1968, 1969, 1971, 1976, 1979                                     |
| Pasadena        | 5                      | 1977, 1980, 1983, 1987, 1993                                     |
| Tampa           | 5                      | 1984, 1991, 2001, 2009, 2021                                     |
| San Diego       | 3                      | 1988, 1998, 2003                                                 |
| Houston         | 3                      | 1974, 2004, 2017                                                 |
| Atlanta         | 3                      | 1994, 2000, 2019                                                 |
| Los Angeles     | 2                      | 1967, 1973                                                       |
| Phoenix         | 2                      | 2008, 2015                                                       |
| Minneapolis     | 2                      | 1992, 2018                                                       |
| Stanford        | 1                      | 1985                                                             |
| Pontiac         | 1                      | 1982                                                             |
| Tempe           | 1                      | 1996                                                             |
| Jacksonville    | 1                      | 2005                                                             |
| Detroit         | 1                      | 2006                                                             |
| Arlington       | 1                      | 2011                                                             |
| Indianápolis    | 1                      | 2012                                                             |
| East Rutherford | 1                      | 2014                                                             |
| Santa Clara     | 1                      | 2016                                                             |
| Inglewood       | 1                      | 2022                                                             |
| Paradise        | 1                      | 2024                                                             |

## Estados que já sediaram o Super Bowl
| Número | Estado      | Ano                                                                                                  |
| ------ | ----------- | --- |
| 17     | Flórida     | 1968, 1969, 1971, 1976, 1979, 1984, 1989, 1991, 1995, 1999, 2001, 2005, 2007, 2009, 2010, 2020, 2021 |
| 13     | Califórnia  | 1967, 1973, 1977, 1980, 1983, 1985, 1987, 1988, 1993, 1998, 2003, 2016, 2022                         |
| 11     | Luisiana    | 1970, 1972, 1975, 1978, 1981, 1986, 1990, 1997, 2002, 2013, 2025                                     |
| 4      | Texas       | 1974, 2004, 2011, 2017                                                                               |
| 4      | Arizona     | 1996, 2008, 2015, 2023                                                                               |
| 3      | Geórgia     | 1994, 2000, 2019                                                                                     |
| 2      | Michigan    | 1982, 2006                                                                                           |
| 2      | Minnesota   | 1992, 2018                                                                                           |
| 1      | Indiana     | 2012                                                                                                 |
| 1      | Nova Jérsei | 2014                                                                                                 |
| 1      | Nevada      | 2024                                                                                                 |